# Манцівка
Ма́нцівка —  село в Україні, у Великобурлуцькій селищній громаді Куп'янського району Харківської області. Населення становить 244 осіб. Орган місцевого самоврядування — Великобурлуцька селищна рада.

## Географія
Село Манцівка знаходиться між річками Великий Бурлук і Нижня Дворічна, по селу протікає пересихаючий струмок на якому зроблено кілька загат, поряд з селом невеликий лісовий масив (дуб), поруч проходить залізниця. Село знаходиться між станціями Бурлук і Березники. Поруч проходить автомобільна дорога Т 2115.
У селі три вулиці - Залізнична, Шапарів Яр та Медова.

## Історія
12 червня 2020 року, відповідно до розпорядження Кабінету Міністрів України № 725-р «Про визначення адміністративних центрів та затвердження територій територіальних громад Харківської області», Новоолександрівська сільська рада об'єднана з Великобурлуцькою селищною громадою.
19 липня 2020 року, в результаті адміністративно-територіальної реформи та ліквідації Великобурлуцького району, село увійшло до складу Куп'янського району Харківської області.
24 лютого 2022 року почалася російська окупація села.
11 вересня 2022 року під час слобожанського контрнаступу Збройних сил України від російських окупантів звільнено населені пункти Великобурлуцької селищної територіальної громади.
У Манцівці народився український журналіст та спортивний телекоментатор Павло Посохов.